# Capela do Senhor dos Passos (Cartaxo)

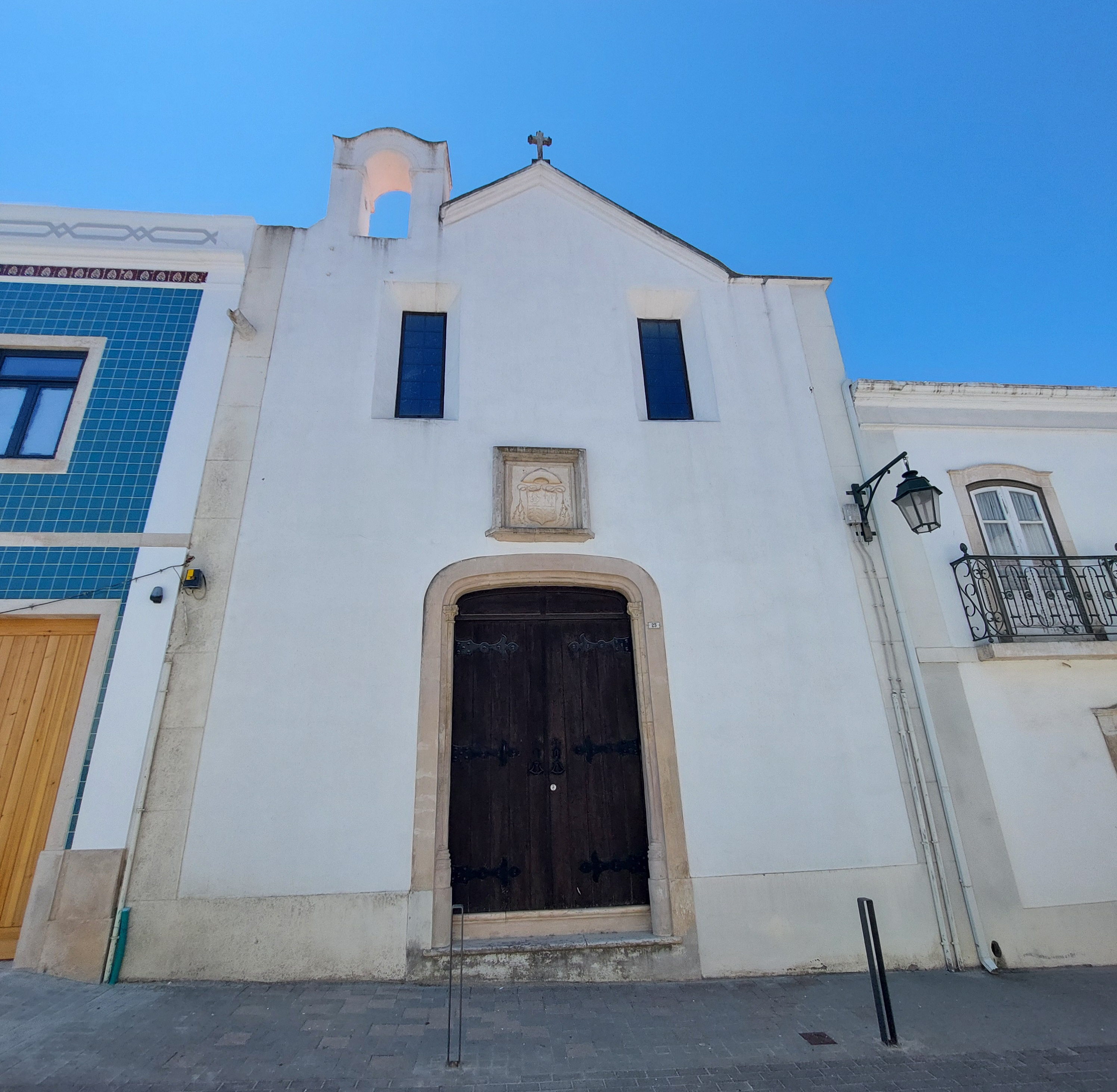

A Capela do Senhor dos Passos é uma capela situada no Cartaxo, em Portugal.
Apresenta um portal quinhentista, sobre o qual se encontra um brasão esquartelado de cujas armas se identificam as pertencentes aos Carvalhos e aos Costas, entre os quatro apelidos representados. 
Era a capela do antigo Solar dos Sousa Lobatos, que serviu de quartel, em 1810, ao general Wellington.
Do seu acervo, destacam-se dois painéis sobre madeira, de finais do século XVII.